# 日本フイルコン
日本フイルコン株式会社（にっぽんフイルコン）は、東京都稲城市に本社を置く工業用製品製造会社。製紙用の網で国内シェア6割を誇る。半導体製造用フォトマスクが成長のけん引役になっている。

## 沿革
- 1936年（昭和11年） - 日本金網株式会社を設立。
- 1956年（昭和31年） - 株式を東京店頭売買銘柄として公開。
- 1961年（昭和36年） - 東京証券取引所2部に上場。
- 1972年（昭和47年） - 現社名に変更。
- 2001年（平成13年） - 東京証券取引所1部へ指定替え。

## 事業所
- 本社／東京事業所 - 東京都稲城市
- 静岡事業所 - 静岡県富士市